# 日本—越南關係
日越關係（日语：／ Nichi-Etsu Kankei */?，越南语：／*/?），是指歷史上的日本和越南历代政权（包括日本國和越南社會主義共和國）之間的雙邊關係。日本和越南在1973年9月21日建立外交關係，其後又在2009年和2014年先后宣佈建立「戰略夥伴關係」和「全面戰略夥伴關係」。

## 歷史

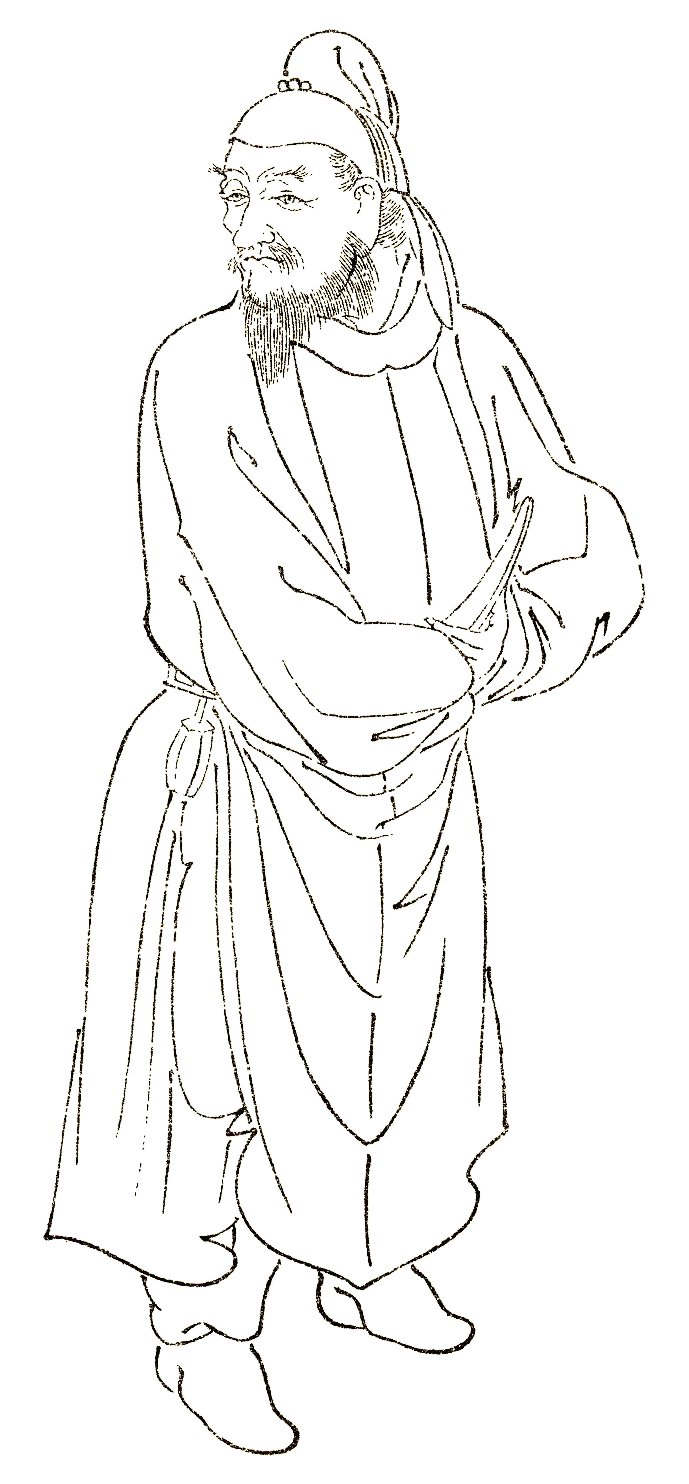
曾漂泊到安南的遣唐留学生阿倍仲麻吕

### 古代關係
日越两国在语言文化等方面受到许多来自中国的影响，皆属于汉字文化圈。日本和越南的交往不限於兩國建交後；在越南第三次北屬時期，一名名為阿倍仲麻吕的日本遣唐留学生在唐朝任官，在遇上风暴後漂泊到安南（即現今的越南）一帶。
日越之间的贸易形成和进行物物交换的历史最早可追溯至16世纪初期，除了来自暹罗（泰国）和马来西亚的贸易船，日本的朱印船在越南的港口也频繁出入。根据越方资料记载，当广南阮主第一代领袖阮潢于十七世纪开放会安的港口时，此地已经有数百日本商人聚居于此。第二代領袖阮福源更把養女阮氏玉華嫁給朱印船商人荒木宗太郎。

### 近代關係

日本江户时代，自長崎到安南國（越南）船圖

反對法國在越南殖民的潘佩珠曾經到日本，他最初认为日本是一個與越南同文同种的国家，希望該國能夠對越南獨立運動提供军事援助。1908年，日本與法國簽訂協議，承認後者在越南建立的殖民統治，又要求潘佩珠離開日本，以便獲得3亿法郎的贷款:77；潘佩珠此後认为日本轻視道义，但仍然欣賞日本人的素质。
在第二次世界大戰時，中國得到一些西方國家的援助，反抗日軍侵略；當時，英國和美國經常會把援華物資运到越南南部的西贡（即現今的胡志明市），再经由河内运至云南。日本發現了英美兩國的做法，便轰炸用來運輸物資的铁路，但仍未能切斷西方國家對中國的援助；於是，日本向統治越南的納粹德國盟友维希法国施加壓力，後者最終同意关闭該铁路。
後來，日本和维希法国達成協議，日軍能夠軍事介入越南，但仍然保留维希法国對越南的治權；日本通過維希法国當局，取得越南的大米、橡膠、礦產等，其後又在當地強徵大米，令越南北部爆發嚴重饑荒，不少越南人因而死亡:22。1944年8月，盟軍攻下巴黎，戴高樂接管法國:22；翌年3月，駐紮在越南的日軍攻击當地的法國总督府和其他公共設施，法军被迫缷下武装。全面控制越南的日本不怎麽關心仍然持續的饑荒，一場洪灾又在同年8月爆發，令越南的糧食問題更嚴重；在饑荒中身亡的越南人保守估计有40万名，曾任法国驻越南总督的让德句推斷有100万人死去，《越南獨立宣言》則認為有200万人死於饑荒。战後，日本为這幾年的饑荒而向越南赔偿3900万美元。

### 現代關係
1955年12月19日，日本同南越建交，在越南戰爭中旬的1969年，美國曾經以高薪招募日本人到越南戰場，工作包括在拖船上擔任海員等。不少人在越南戰爭中身亡，有些在美軍船隻上工作的日本人遭到射殺；因此，當時的日本輿論反對美國派日本人參與越南戰爭，日本亦有工會為此向美軍提出抗議。
日本和北越在1973年9月21日建立外交關係。越南統一以後，日本和越南在2009年宣佈建立「战略伙伴关系」。2013年下半年，日本防衛大臣小野寺五典出訪越南，到金兰湾军事基地參觀，又與越南國防部部長馮光青簽訂有關防務合作的協定；有指，日本此舉是想支持越南在南海争端的主張，又希望越南可以在釣魚台列嶼主權問題上支持日本。

## 經貿關係
- 日本到越南的出口貿易[10]
- 越南到日本的出口貿易[11]

根據經濟複雜性研究中心網站上的數據，日本在1995年出口了不足10億美元到越南，大部分的貨物是機械設備；但1990年以后越南与日本的贸易较之前发展更为迅速，并且日本自此也成为了越南最大的进出口市场之一:16。2012年，日本出口了逾90億美元到越南，主要貨物有機械設備和金屬（及其製品）。越南在1995年出口了不足20億美元到日本，主要貨物有紡織品、礦產品和畜產；2012年，越南出口了機械設備、紡織品和金屬（及其製品）。
在90年代前半期，日本大力在越南投资，以代步工具、家电为主；1997年亚洲金融风暴后，日方在越南投资显著下降:18。至2003年越南与日本两国签订《越南日本投资协定》，之后日方又再次加大了对越南的投资，将协定内容付诸行动:18。

## 文化教育關係
2013年，為紀念日本與越南建交40週年，两国合拍了电视剧《The Partner ～給摯愛的百年朋友～》,其后分別在TBS電視台和越南電視台播出。
在教育方面，日本亦有向越南學生提供獎學金。2016年，日本驻越南大使馆同意协助越南政府在小学实施日语教育，自2021年起，日文亦被越南政府正式纳入初中等教育第一外语学科。

## 外交代表

### 日本駐越大使
日本駐南越大使（駐西貢）
1. 小長谷綽（1955–1957年）
2. 小川清四郎（日语：小川清四郎 (外交官)）（1957–1958年，臨時代辦）
3. 久保田貫一郎（日语：久保田貫一郎）（1958–1961年）
4. 高野藤吉（1961–1963年）
5. 高橋覺（1963–1966年）
6. 中山賀博（日语：中山賀博）（1966–1967年）
7. 青木盛夫（1967–1968年）
8. 北原秀雄（1968–1970年）
9. 東鄉文彥（日语：東郷文彦）（1970–1972年）
10. 奈良靖彥（日语：奈良靖彦）（1972–1975年）
11. 人見宏（1975年）

日本駐越南南方共和國大使（駐西貢-嘉定）
1. 人見宏（1975年）
2. 渡邊幸治（1975–1976年，臨時代辦）
3. 內田富夫（日语：内田富夫 (外交官)）（1976年，臨時代辦）

日本駐北越大使（駐河内）
1. 今川幸雄（1973–1976年，臨時代辦）
2. 長谷川孝昭（1976年）

日本駐越南大使（駐河内）
1. 長谷川孝昭（1976–1979年）
2. 野田英二郎（日语：野田英二郎）（1979–1981年）
3. 矢田部厚彥（日语：矢田部厚彦）（1981–1984年）
4. 堤功一（日语：堤功一）（1984–1986年）
5. 股野景親（日语：股野景親）（1986–1988年）
6. 阿曾村邦昭（日语：阿曾村邦昭）（1988–1991年）
7. 湯下博之（1991–1994年）
8. 小倉和夫（日语：小倉和夫）（1994–1995年）
9. 鈴木勝也（日语：鈴木勝也）（1995–1999年）
10. 中村武（1999–2001年）
11. 山崎隆一郎（日语：山崎隆一郎）（2001–2002年）
12. 服部則夫（日语：服部則夫）（2002–2008年）
13. 坂場三男（日语：坂場三男）（2008–2010年）
14. 谷崎泰明（2010–2013年）
15. 深田博史（日语：深田博史）（2013–2016年）
16. 梅田邦夫（日语：梅田邦夫）（2016–2020年）
17. 山田瀧雄（日语：山田滝雄）（2020–2024年）
18. 伊藤直樹（日语：伊藤直樹 (外交官)）（自2024年）

### 越南駐日大使
南越駐日本大使
1. 丁文矯（1955年，臨時代辦）
2. 阮玉書（1955–1956年）
3. 裴文聲（1956–1962年）
4. 阮輝義（1963年）
5. 阮文祿（1963–1965年，臨時代辦）
6. 阮維光（1965–1967年）
7. 永壽（1967–1970年）
8. 段伯剛（1970–1972年，臨時代辦）
9. 杜萬里（1972–1974年）
10. 阮兆丹（1974–1975年，直到西貢淪陷）

北越駐日本大使
1. 陳德慧（1976年，臨時代辦）
2. 阮甲（1976年）

越南駐日本大使
1. 阮甲（1976–1980年）
2. 阮進（1981–1984年）
3. 陶輝玉（1984–1987年）
4. 梁孟俊（1987–1988年，臨時代辦）
5. 武文充（1988–1992年）
6. 阮心戰（1992–1995年）
7. 阮國勇（1995–1999年）
8. 武勇（1999–2003年）
9. 劉文繼（2003年，臨時代辦）
10. 朱俊合（2003–2007年）
11. 阮明河（2007–2008年，臨時代辦）
12. 阮富平（2008–2011年）
13. 段春興（2012–2015年）
14. 阮國強（2015–2018年）
15. 武鴻南（2018–2022年）
16. 阮德明（2022–2023年，臨時代辦）
17. 范光效（日语：ファム・クアン・ヒエウ）（自2023年）

## 外部連結
- 越南駐日本大使館（英文）（越南文）
- 日本駐越南大使館 （页面存档备份，存于）（日語）（越南文）